# Prailles-La Couarde
Prailes-La Couarde ist eine französische Gemeinde mit 936 Einwohnern (Stand: 1. Januar 2022) im Département Deux-Sèvres in der Region Nouvelle-Aquitaine. Sie gehört zum Arrondissement Niort und zum Kanton Celles-sur-Belle.
Sie entstand als Commune nouvelle mit Wirkung vom 1. Januar 2019 durch die Zusammenlegung der bisherigen Gemeinden Prailles und La Couarde, die in der neuen Gemeinde den Status einer Commune déléguée haben. Der Verwaltungssitz befindet sich im Ort Prailles.

## Gliederung
| Ortsteil                   | ehemaliger INSEE-Code | Fläche (km²) | Einwohnerzahl zum 1. Januar 2022 |
| -------------------------- | --------------------- | ------------ | -------------------------------- |
| Prailles (Verwaltungssitz) | 79217                 | 18,86        | 664                              |
| La Couarde                 | 79098                 | 16,36        | 272                              |

## Lage
Nachbargemeinden sind Romans im Nordwesten, Souvigné und La Mothe-Saint-Héray im Norden, Exoudun im Nordosten, Sepvret im Südosten, Beaussais-Vitré im Süden und Aigondigné im Westen.